# Königliche spanische Handballföderation
Die Königliche spanische Handballföderation (spanisch: Real Federación Española de Balonmano (RFEBM)) ist der größte spanische Handballverband.

## Aufgaben
In seine Verantwortung fällt die Organisation des spanischen Handballbetriebs inklusive der Nationalmannschaft der Männer und der Nationalmannschaft der Frauen (Selección de balonmano de España). Vor großen Wettbewerben richtet der Verband jeweils das Vier-Nationen-Turnier Torneo Internacional für Männer und das Torneo Internacional für Frauen aus.
Im Vereinshandball der Männer betraute die RFEBM die Asociación de Clubes Españoles de Balonmano (Asobal) mit der Organisation des spanischen Liga-Betriebs (Liga Asobal), des Supercups (Supercopa) und der Copa del Rey. Bis 2022 wurde auch die der Copa Asobal durch die Asobal organisiert, ab 2023 ist die RFEBM Organisator des nun Copa de España genannten Wettbewerbs.
Im Frauen-Handball betreibt die RFEBM den Ligabetrieb der División de Honor femenina de balonmano und des entsprechenden Unterbaus sowie die Copa de la Reina und die Supercopa de España.
In Zusammenarbeit mit dem portugiesischen Verband wird seit 2022 auch die Supercopa Ibérica masculina organisiert und die Supercopa Ibérica femenina vorbereitet.

## Geschichte
Der spanische Handballverband wurde im Jahr 1941 als Federación Española de Balonmano gegründet.
Die RFEBM organisierte die Europameisterschaft der Männer 1996, die Weltmeisterschaft der Männer 2013 und die Weltmeisterschaft der Frauen 2021. Er ist auch Co-Organisator der Europameisterschaft der Männer 2028 sowie Organisator der Weltmeisterschaft der Frauen 2029.

## Regionalverbände
19 regionale Verbände gehören der Dachorganisation des RFEBM an.
| Nº | Region              | Verband                                            |
| -- | ------------------- | -------------------------------------------------- |
| 1  | Andalusien          | Federación Andaluza de Balonmano                   |
| 2  | Aragonien           | Federación Aragonesa de Balonmano                  |
| 3  | Asturien            | Federación de Balonmano del Principado de Asturias |
| 4  | Balearische Inseln  | Federació Balear d’Handbol                         |
| 5  | Kanarische Inseln   | Federación Canaria de Balonmano                    |
| 6  | Kantabrien          | Federación Cántabra de Balonmano                   |
| 7  | Kastilien-La Mancha | Federación de Balonmano de Castilla La-Mancha      |
| 8  | Kastilien und León  | Federación de Balonmano de Castilla y León         |
| 9  | Katalonien          | Federació Catalana d’Handbol                       |
| 10 | Ceuta               | Federación Ceutí de Balonmano                      |
| 11 | Extremadura         | Federación Extremeña de Balonmano                  |
| 12 | Galicien            | Federación Galega de Balonmán                      |
| 13 | La Rioja            | Federación Riojana de Balonmano                    |
| 14 | Madrid              | Federación Madrileña de Balonmano                  |
| 15 | Melilla             | Federación Melillense de Balonmano                 |
| 16 | Murcia              | Federación Murciana de Balonmano                   |
| 17 | Navarra             | Federación Navarra de Balonmano                    |
| 18 | Baskenland          | Euskal Eskubaloi Federazioa                        |
| 19 | Valencia            | Federació d’Handbol de la Comunitat Valenciana     |

## Präsidenten
| Name                               | ab   |
| ---------------------------------- | ---- |
| Emilio Suárez Marcelo              | 1941 |
| Emilio García Martín               | 1954 |
| José Ángel Castro Fariñas          | 1956 |
| Carlos Albert Aceituno             | 1962 |
| Alberto de San Román               | 1965 |
| Félix Sánchez-Laulhe               | 1972 |
| Roberto Tendero Llofriu            | 1981 |
| Javier Loinaz Dolhagaray (interim) | 1989 |
| Jesús López Ricondo                | 1990 |
| Domingo Bárcenas                   | 1992 |
| Jesús López Ricondo                | 1996 |
| Juan de Dios Román                 | 2008 |
| Francisco V. Blázquez García       | 2013 |